# روبرتو مرینو
روبرتو مرینو (انگلیسی: Roberto Merino؛ زادهٔ ۱۹ مهٔ ۱۹۸۲) بازیکن فوتبال اهل پرو است.
از باشگاه‌هایی که در آن بازی کرده‌است می‌توان به باشگاه ورزشی النصر کویت، باشگاه فوتبال سالرنیتانا، باشگاه فوتبال آترومیتوس، و باشگاه فوتبال سروت ۱۸۹۰ اشاره کرد.
وی همچنین در تیم‌های ملی فوتبال زیر ۱۸ سال اسپانیا و پرو بازی کرده‌است.